# Cantón de Montfaucon-Montigné
El cantón de Montfaucon-Montigné era una división administrativa francesa, que estaba situada en el departamento de Maine y Loira y la región de Países del Loira.

## Composición
El cantón estaba formado por once comunas:
- La Renaudière
- La Romagne
- Le Longeron
- Montfaucon-Montigné
- Roussay
- Saint-André-de-la-Marche
- Saint-Crespin-sur-Moine
- Saint-Germain-sur-Moine
- Saint-Macaire-en-Mauges
- Tillières
- Torfou

## Supresión del cantón de Montfaucon-Montigné
En aplicación del Decreto n.º 2014-259 de 26 de febrero de 2014, el cantón de Montfaucon-Montigné fue suprimido el 22 de marzo de 2015 y sus 11 comunas pasaron a formar parte del nuevo cantón de Saint-Macaire-en-Mauges.